# GM A-platform (RWD)
Het GM A-platform (RWD) was een platform voor achterwielaangedreven auto's. Het platform is ontworpen door General Motors. (zie GM A-platform)

## 1936-1958
Het GM A-platform (RWD) werd gebruikt voor de:
- 1936-1939 Oldsmobile Series F
- 1940-1948 Oldsmobile Series 60
- alle 1936-1939 Chevrolet's
- alle 1936-1939 Pontiac's
- 1940 Pontiac Deluxe
- 1941 Pontiac Deluxe Torpedo
- 1942-1948 Pontiac Torpedo's
- 1949-1958 Chevrolet 150
- 1949-1958 Chevrolet 210
- 1949-1958 Chevrolet Bel Air
- 1949-1958 Chevrolet Delray
- 1949-1958 Chevrolet Biscayne
- 1949-1958 Chevrolet Impala
- 1949-1958 Pontiac Chieftain
- 1949-1958 Pontiac Star Chief
- 1949-1958 Pontiac Super Chief
- 1949-1958 Pontiac Bonneville

## 1964-1967
Het GM A-platform (RWD) werd gebruikt voor:
- Chevrolet Chevelle
- Buick Special
- Oldsmobile Cutlass
- Pontiac Tempest
- Pontiac GTO
- Chevrolet Malibu SS
- Oldsmobile 442
- Beaumont (auto)
- Chevrolet El Camino
- Oldsmobile Vista Cruiser
- Buick Sport Wagon

## 1968-1972
Het GM A-platform (RWD) werd gebruikt voor:
- Chevrolet Chevelle SS
- Pontiac GTO
- Oldsmobile 442
- Buick GS
- Pontiac Grand Prix
- Chevrolet Monte Carlo

## 1973-1977
Het GM A-platform (RWD) werd gebruikt voor:
- Pontiac GTO
- Pontiac LeMans
- Pontiac Grand Am
- Chevrolet Chevelle SS
- Chevrolet Chevelle Laguna
- Buick Century GS
- Oldsmobile Cutlass Hurst
- Oldsmobile Olds W-30
- Pontia Can Am
- Buick Century Turbo

## 1978-1981
Het GM A-platform (RDW) werd gebruikt voor:
- Buick Century
- Buick Regal
- Chevrolet El Camino
- Chevrolet Malibu
- Chevrolet Monte Carlo
- GMC Caballero
- Oldsmobile Cutlass Supreme
- Oldsmobile Cutlass Calais
- Oldsmobile Cutlass Cruiser
- Oldsmobile Cutlass Salon
- Pontiac Grand Prix
- Pontiac LeMans